# 沙孟海
沙孟海（さ もうかい）は、中国近現代の篆刻家・書家。名は文瀚のちに文若と改名。孟海は字で通行名とした。号は沙邨、蘭沙、石荒、決明。

## 経歴
- 1900年、漢方医の長男として生まれる。
- 1914年、寧波第4師範学校入学。早いうちから呉昌碩の友人馮君木に就いて中国古典文学などを学ぶ。
- 1926年、王箇簃の勧めで呉昌碩の門下となる。
- 1929年、『近三百年的書学』・『印学概論』を発表。国立中山大学預科国文学教授。
- 1932年、中華民国教育部秘書。
- 1949年、浙江大学中国文学部教授。
- 1952年、浙江省文化財管理委員会常務委員。
- 1963年、浙江省美術学院書道・篆刻専門教授。
- 1979年、西泠印社社長就任。
- 1980年、西泠書画院院長。
- 1981年、浙江省博物館名誉館長。中国書家協会副主席。
- 1982年、中国書家協会名誉理事兼浙江分会主席。
- 1989年、中国美術学院終身教授。

## 著書
- 沙孟海論書叢稿
- 沙孟海写書譜
- 蘭沙館印式
- 印学史
- 沙孟海書法集
- 沙孟海篆刻集
- 沙孟海真行草書集